# Jakub Sprawiedliwy
Jakub Sprawiedliwy (hebr. ‏יַעֲקֹב‎, cs. Апостол от 70-ти Иа́ков, брат Господень по плоти; zm. 62) – brat (rodzony, przyrodni, stryjeczny lub cioteczny; żadna z identyfikacji nie jest pewna) Jezusa Chrystusa, najważniejszy z braci Pańskich, stojący na czele Kościoła w Jerozolimie (w tradycji uważany za pierwszego jej biskupa), męczennik wczesnochrześcijański, święty Kościoła katolickiego, prawosławnego i wielu innych.
Jest czasem identyfikowany z Jakubem Mniejszym, synem Alfeusza, należącym do grona Dwunastu Apostołów, będąc często nazywany również Mniejszym lub Małym, prawdopodobnie ze względu na niski wzrost. Jako krewny Jezusa, nie od razu uwierzył w jego misję, stało się to po zmartwychwstaniu. Choć nie był jednym z Dwunastu, jest uznawany za apostoła z racji pozycji zajmowanej w Kościele w Jerozolimie. Uważa się go za autora Listu Jakuba; wiązany przez część uczonych z tzw. Ossuarium Jakuba.

## Życiorys
Jakub jest wymieniony 15 razy w Nowym Testamencie: Mt 13,55; Mt 27,56; Mk 6,3; Mk 15,40; Mk 16,1; Łk 24,10; Dz 12,17; 15 13; 21 18; 1 Kor 15,7; Ga 1,19; Ga 2,9; Ga 2,12; Jk 1,1; Jud 1,1.
Według Euzebiusza z Cezarei, Jakub był synem Kleofasa i Marii, a zarazem krewnym Jezusa – stąd zaliczany do grona „braci Pańskich” (Mt 13,55; Mt 27,56; Mk 6,3; Mk 15,40; Mk 16,1; Łk 24,10; Ga 1,19). Jego braćmi rodzonymi byli Józef, Juda i Szymon (Mt 13,55; Mt 27,56; Mk 6,3; Mk 15,40; Jud 1,1). Jeżeli przyjąć bardziej prawdopodobną interpretację, nie jest on tożsamy z Jakubem synem Alfeusza, jednym z Dwunastu. Kalendarz katolicki i ikonografia tradycyjnie łączą te dwie postacie. Nie ma jednak dostatecznie pewnej podstawy do tego utożsamienia, ze względu np. na kwestię synostwa: nie ma możliwości dowiedzenia, że Alfeusz i Kleofas są jedną i tą samą osobą. Domniemana siostra Marii z Nazaretu, czyli Maria Kleofasowa spod krzyża (por. J 19,25) wydaje się być tą samą osobą co Maria z Markowej listy kobiet stojących niedaleko krzyża, a następnie idących do grobu Pańskiego o świcie zmartwychwstania: Maria, matka Jakuba Mniejszego – jej mężem a więc i ojcem jej syna był Kleofas (por. Mk 15,40 i 16,1). Natomiast Jakub z listy dwunastu był synem Alfeusza.
Gdy Jezus wybrał Dwunastu Apostołów, zaraz po tym wydarzeniu jego bliscy interweniowali, by uchronić Jezusa od tego, co rodzina uważała za szaleństwo. Jakub mógł być wśród tych, którzy przyszli ratować swego brata:

Potem przyszedł do domu, a tłum znów się zbierał, tak, że nawet posilić się nie mogli. Gdy to posłyszeli Jego bliscy, wybrali się, żeby Go powstrzymać. Mówiono bowiem: Odszedł od zmysłów. (...) Tymczasem nadeszła Jego Matka i bracia i stojąc na dworze, posłali po Niego, aby Go przywołać. Właśnie tłum ludzi siedział wokół Niego, gdy Mu powiedzieli: Oto Twoja Matka i bracia na dworze pytają się o Ciebie. Odpowiedział im: Któż jest moją matką i /którzy/ są braćmi?  I spoglądając na siedzących dokoła Niego rzekł: Oto moja matka i moi bracia. Bo kto pełni wolę Bożą, ten Mi jest bratem, siostrą i matką.

Mateusz Ewangelista wylicza braci Jezusa:

Czyż nie jest On synem cieśli? Czy Jego Matce nie jest na imię Maria, a Jego braciom Jakub, Józef, Szymon i Juda? Także Jego siostry czy nie żyją wszystkie u nas? Skądże więc ma to wszystko?

Spośród czterech wymienionych, Jakub i Juda są autorami listów, które weszły w skład Nowego Testamentu; postaci tych nie należy łączyć z apostołami o tych samych imionach, gdyż z Ewangelii wynika, że za życia Jezusa bracia Pańscy nie wierzyli w niego. Jedna z kobiet patrzących się na Ukrzyżowanego w Mk 15,40 wymieniona jest jako Maria, matka Jakuba młodszego i Józefa. Jest ona wymieniana także po zmartwychwstaniu, również razem z Marią Magdaleną i Salome, jako Maria /matka/ Jakuba (Mk 16,1). Jan Ewangelista nazywa stojącą pod krzyżem Marię siostrą matki Jezusa i żoną Kleofasa (J 19,25). Według biskupa Hegezypa, który jest wczesnym świadkiem z Jerozolimy sprzed 185 roku, Kleofas był bratem Józefa, męża matki Jezusa. Biskup ten napisał, że Szymon był synem Kleofasa, brata św. Józefa. Wśród późniejszych ojców Kościoła panowała opinia, że bracia Pańscy byli synami św. Józefa z pierwszego małżeństwa. W przeważającej tradycji chrześcijańskiej, wymienieni w Mt 13,55–56 bracia i siostry Jezusa, byli więc braćmi i siostrami nie rodzonymi, lecz ciotecznymi lub stryjecznymi. Zwłaszcza że termin brat w językach semickich mógł oznaczać różnych krewnych, nie ma tam osobnego słowa na oznaczenie kuzynów. Gdyby czterej wymienieni bracia Pańscy byli synami rodzonymi Marii z Nazaretu, zapewne Jezus na krzyżu nie powierzyłby swej Matki opiece swego umiłowanego ucznia Jana: Oto matka Twoja (J 19,27).
Niektórzy autorzy żydowscy oraz teolodzy z kręgu protestantów liberalnych interpretują ten fragment jako mówiący o braciach rodzonych Jezusa.
Wtedy, gdy Jan Ewangelista mówi o niewierze braci Jezusa, jednym z nich mógł być Jakub Młodszy:

Rzekli więc Jego bracia do Niego: Wyjdź stąd i idź do Judei, aby i uczniowie Twoi ujrzeli czyny, których dokonujesz. Nikt bowiem nie dokonuje niczego w ukryciu, jeżeli chce się publicznie ujawnić. Skoro takich rzeczy dokonujesz, to okaż się światu!  Bo nawet Jego bracia nie wierzyli w Niego. (J 7,3–5)

Dopiero gdy Jezus ukazał mu się jako zmartwychwstały (1 Kor 15,7) życie wiary Jakuba całkowicie się zmieniło, poddał się łasce. Jakub Mniejszy stał się główną postacią Kościoła jerozolimskiego. W Ga 1,19 Apostoł Paweł nazywa go bratem Pańskim a w Ga 2,9 wymienia razem z Kefasem i Janem jako „filary”. W Dz 12,17, Piotr, chciał aby o jego cudownym uwolnieniu z więzienia powiedziano Jakubowi. Według Dz 15 Jakub odgrywał czołową rolę na Soborze Jerozolimskim, który zebrał się by rozpatrzeć spór, który powstał w Antiochii Syryjskiej dotyczący stosowania Prawa do nawróconych pogan. Mimo iż Jakub przewodził tej części Kościoła, która była bardziej przywiązana do tradycji judaizmu, zgadzając się ze stanowiskiem Pawła opowiedział się za rozwiązaniem liberalnym wobec braci z pogaństwa (Dz 15,13–21). W ten sposób został zażegnany groźny spór, i dano wzór na przyszłość, w jakim stopniu chrześcijanie nawróceni z pogaństwa mają zachowywać Prawo judaizmu. Dekret tego Soboru (Dz 15,22–29), zwany Dekretem Apostolskim, bywa też czasami nazywany „Jakubowym”, ze względu na wpływ Jakuba Młodszego na jego ustanowienie.
Jak podaje Józef Flawiusz arcykapłan Annasz syn Annasza kazał samowolnie ukamienować Jakuba i kilku innych chrześcijan w 62 r.

Młodszy Ananos (Annasz), który (...) otrzymał godność arcykapłańską, był z usposobienia człowiekiem hardym i niezwykle zuchwałym. Należał do sekty Saduceuszów, którzy wyróżniali się spośród innych Żydów surowością poglądów, jak już o tym mówiliśmy. Ananos będąc człowiekiem takiego charakteru i sądząc, że nadarzyła się dogodna sposobność, ponieważ zmarł Festus, a Albinos był jeszcze w drodze, zwołał Sanhedryn i stawił przed sądem Jakuba, brata Jezusa zwanego Chrystusem, oraz kilku innych. Oskarżył ich o naruszenie Prawa i skazał na ukamienowanie. Lecz szlachetniejsi obywatele miasta i gorliwi strażnicy Prawa oburzyli się tym postępkiem. Wysłali przeto potajemnie poselstwo do króla żądając, aby listownie napomniał Ananosa i nie pozwolił mu popełniać takich czynów na przyszłość, gdyż to, czego się poprzednio dopuścił, były to postępki niesprawiedliwe. Niektórzy z nich nawet wyszli na spotkanie Albinusa, który właśnie przybywał z Aleksandrii, i przedstawili mu, że Ananos nie miał prawa bez jego wiedzy zwoływać sanhedrynu. Albinos przychylił się do ich zdania i napisał w gniewnym tonie list do Ananosa, grożąc mu ukaraniem. Z tej przyczyny król Agryppa pozbawił go godności arcykapłańskiej, którą piastował przez trzy miesiące, a na jego miejsce powołał Jezusa (Jozuego), syna Damnajosa (Damneusza).

Powtarza to Euzebiusz z Cezarei. Z powołaniem się na Pamiętniki (Υπομνήματα) Hegezypa oraz Zarysy (Ὑποτυπώσεις) Klemensa z Aleksandrii dodaje, że Jakub modlił się za swych oprawców, zginąć miał zaś strącony z wieży świątyni jerozolimskiej, ukamienowany, a następnie dobity pałką bądź drągiem.

## Dzień obchodów
Kościół katolicki czci trzech Jakubów (syna Alfeusza, syna Kleofasa i syna Józefa) jako jednego apostoła Jakuba Mniejszego, syna Kleofasa/Alfeusza dnia 3 maja (Kościół katolicki w Polsce  6 maja).
Cerkiew prawosławna wspomina apostoła trzykrotnie:
- 4/17 stycznia[c] (Sobór siedemdziesięciu apostołów)[d]
- 23 października/5 listopada
- w niedzielę po Bożym Narodzeniu.

Jakub Sprawiedliwy czczony jest również przez: Koptyjski Kościół Ortodoksyjny, Apostolski Kościół Ormiański, Syryjski Kościół Ortodoksyjny, Kościół Ewangelicko-Luterański w Ameryce (ELCA) i Kościół Luterański Synodu Missouri (LCMS).

## Patronat
Jakub Sprawiedliwy jest patronem Urugwaju, Fryzji, a wraz ze św. Filipem Apostołem: kapeluszników, kramarzy, sklepikarzy, paszteciarzy, foluszników, grabarzy i cukierników, farmaceutów, pilśniarzy oraz ludzi umierających. Uważany jest również za patrona dekarzy.

## Ikonografia
W ikonografii wczesnochrześcijańskiej apostoł przedstawiany jest jako młody człowiek w tunice i paliuszu, przeważnie bez zarostu. Później zaczęto go ukazywać jako odzianego w biskupie szaty brodatego mężczyznę w średnim wieku. Dodano mu też apostolskie atrybuty: księgę lub zwój pisma. Prawą rękę ma złożoną na znak błogosławieństwa.
Poczynając od XIII wieku na Zachodzie, dla odróżnienia od innych apostołów, dodano mu drążek folusznika. Poza tym w sztuce zachodniej jego atrybutami są: halabarda, kamienie, korona w rękach i torba podróżna.
Na ikonach święty dosyć często przedstawiany jest wraz z Józefem Sprawiedliwym i królem Dawidem.